# Neodorcadion pelleti
Neodorcadion pelleti là một loài bọ cánh cứng trong họ Cerambycidae.